# Ian Michael Smith
Ian Michael Smith (* 5. Mai 1987 in Illinois, USA) ist ein US-amerikanischer Filmschauspieler.

## Leben
Bekannt wurde Smith 1998 durch seine Rolle im Filmdrama Simon Birch an der Seite von Joseph Mazzello. Für die Rolle wurde Smith 1999 mit dem Preis „Best Child Performance“ der Broadcast Film Critics Association ausgezeichnet. Smiths Kleinwuchs von 94 Zentimeter wird auf das Morquio-Syndrom zurückgeführt.
Heute ist Smith Student am Massachusetts Institute of Technology und ist privat ein Sprecher für NORD, einer Vereinigung, die es sich zum Ziel gesetzt hat, seltene Krankheiten zu erforschen.

## Filmografie
- 1998: Simon Birch

## Auszeichnungen und Nominierungen
Auszeichnungen
- 1999: Critics’ Choice Movie Award als Bester Jungdarsteller für Simon Birch

Nominierungen
- 1999: Young Artist Award als Bester Hauptdarsteller in einem Spielfilm für Simon Birch